# Patiëntenkamer

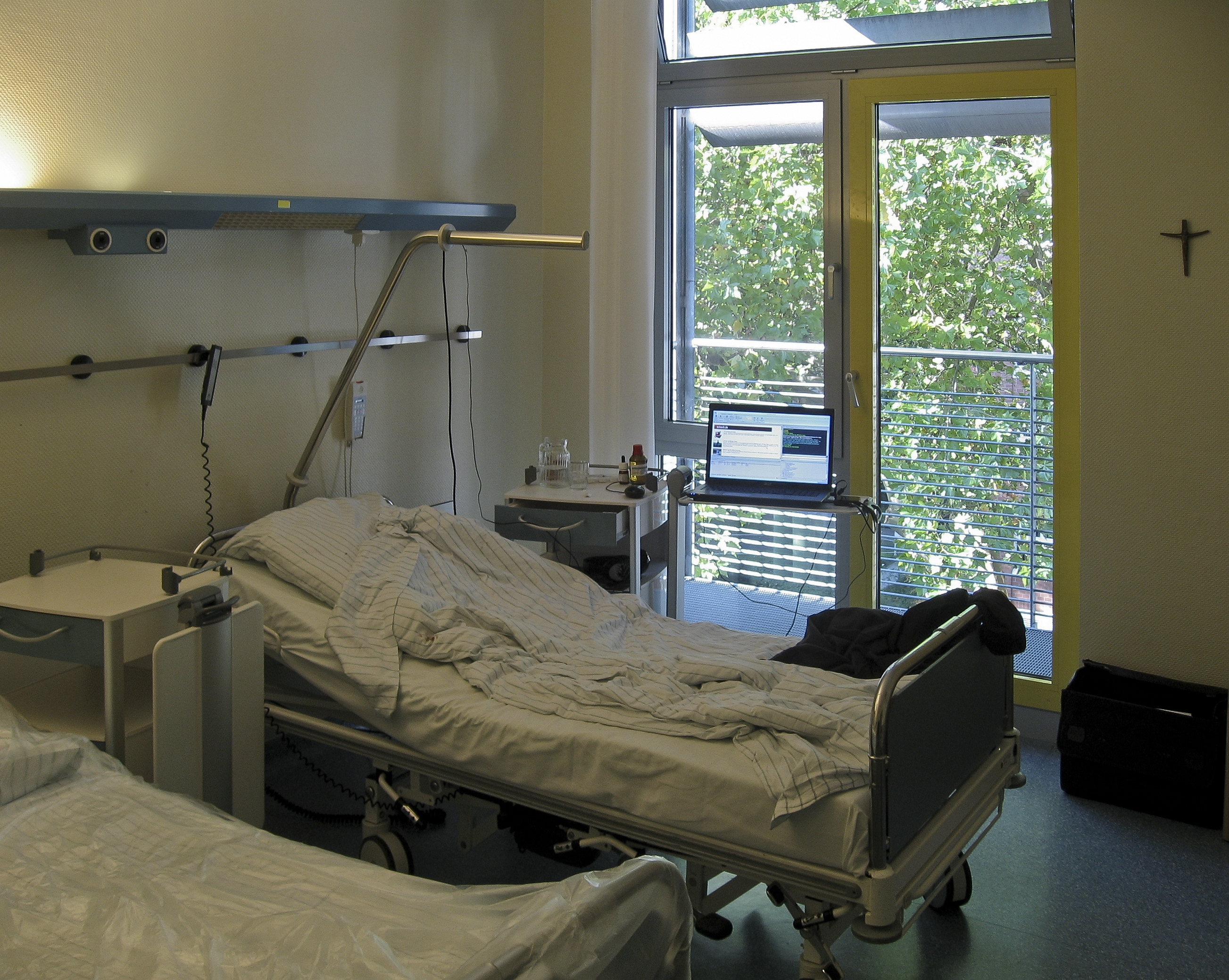
Patiëntenkamer met twee bedden.

Een patiëntenkamer of ziekenzaal is een ruimte op een verpleegafdeling in een ziekenhuis waar een of meerdere patiënten verblijven die in het ziekenhuis zijn opgenomen. Patiënten worden over een ziekenhuis verdeeld afhankelijk van het zorgniveau, leeftijd en ziektebeeld.

## Patiëntenverdeling
In overeenstemming met het Verdrag inzake de rechten van het kind worden over het algemeen kinderen tot 18 jaar gescheiden van volwassenen opgenomen. Bij voorkeur bevinden deze kamers zich op een kinderafdeling. In veel ziekenhuizen worden zuigelingen tegenwoordig met hun moeder in kraamsuites of couveusesuites op dezelfde (moeder-kind) afdeling ondergebracht. Bij intensieve zorg wordt een pasgeborene wel apart van de moeder op de neonatologie afdeling opgenomen.
Traditioneel worden mannen en vrouwen in gescheiden patiëntenkamers verpleegd. In Nederland gingen vanaf 1993 ziekenhuizen steeds vaker over tot gemengde kamers. Met name cardiologie, chirurgie, interne geneeskunde, orthopedie, longgeneeskunde en oogheelkunde worden als geschikt gezien voor gemengd verplegen. Gynaecologische klachten of mannen met urologische klachten worden over het algemeen gescheiden verpleegd.

## Eenpersoonskamers
Eenpersoonskamers verdienen de voorkeur tegen verspreiding van besmettelijke ziekten die zich door de lucht verspreiden. Om deze reden wordt voor intensieve zorg in richtlijnen bij nieuwbouw uitgegaan van eenpersoonskamers. Eenpersoonskamers hebben voor patiënten soms ook de voorkeur vanwege privacy, onder meer bij het bespreken van gezondheidsklachten. Eenpersoonskamers kunnen als zorgaanpasbare kamers ('acuity adaptable') opgezet worden, waarbij een kamer beschikt over voldoende voorzieningen om medische handelingen en zorg in een en dezelfde kamer aan te bieden. Dit vermindert de kans op fouten en verkort het aantal opnamedagen.

## Gesluisde kamers
Gesluisde isolatiekamers hebben een luchtdrukverschil en zijn voorzien zijn van een deursluis. Ze bieden onderdruk voor patiënten die vanwege een besmettelijke ziekte aerogene of strikte isolatie nodig hebben. Kamers kunnen ook overdruk bieden voor beschermende isolatie voor patiënten met een kwetsbare weerstand. Gesluisde isolatiekamers beschikken over eigen sanitaire voorzieningen. Combikamers hebben onderdruk in de sluis, waardoor de kamer zowel beschermende isolatie als strikte isolatie biedt.

## Inrichting
Afhankelijk van het doel van de opname, kan de inrichting van een patiëntenkamer variëren van alleen bedden tot een groot aantal medische apparaten. Bij meerpersoonskamers kunnen patiënten met bedgordijnen gescheiden worden. Voor observatie zijn deuren voorzien van een glasopening. Patiënten kunnen ook geobserveerd worden door een camera.
Een voorbeeld van apparatuur die op een kamer voor intensieve zorg (IC) te vinden is, is als volgt:
- Een bed: bij een intensivecarebed kan het om een aangepast bed gaan, bijvoorbeeld om doorliggen te voorkomen.
- Een infuuspomp: hiermee wordt bloed, vocht en medicijnen toegediend.
- Een spuitenpomp: deze zorgt voor een nauwkeurige dosering van de medicatie
- Een aansluitingenbalk: deze bevat aansluitingen voor elektriciteit, netwerken en gassen als perslucht en zuurstof
- Een bewakingsmonitor: deze registreert lichaamsfuncties en dient voor de bewaking van de patiënt
- Een beademingsmachine met beademingsslangen ter ondersteuning van het ademen
- Een niervervangende machine om de nierfunctie over te nemen.

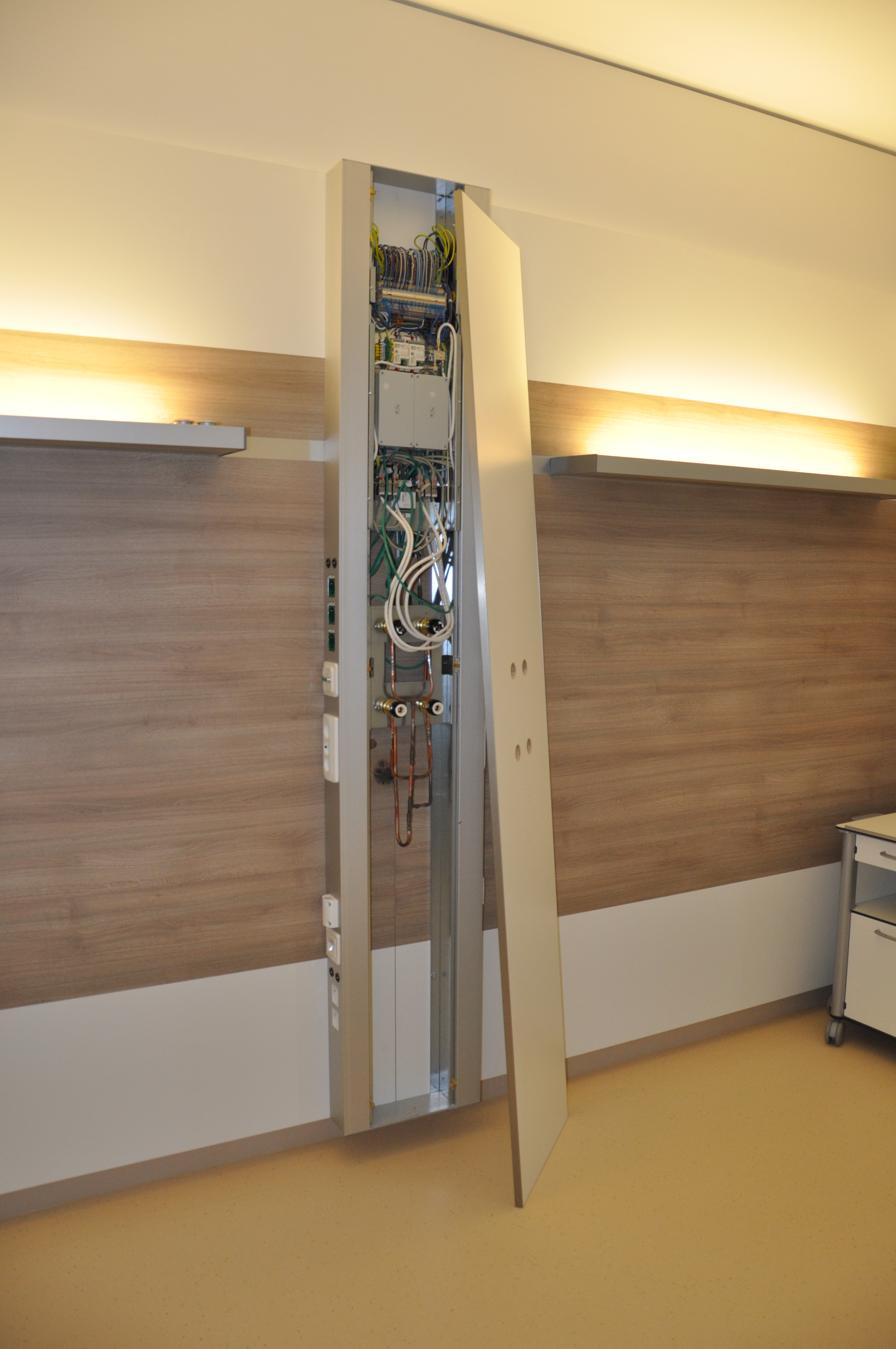
Installatie van leidingen in een patiëntenkamer in Duitsland.
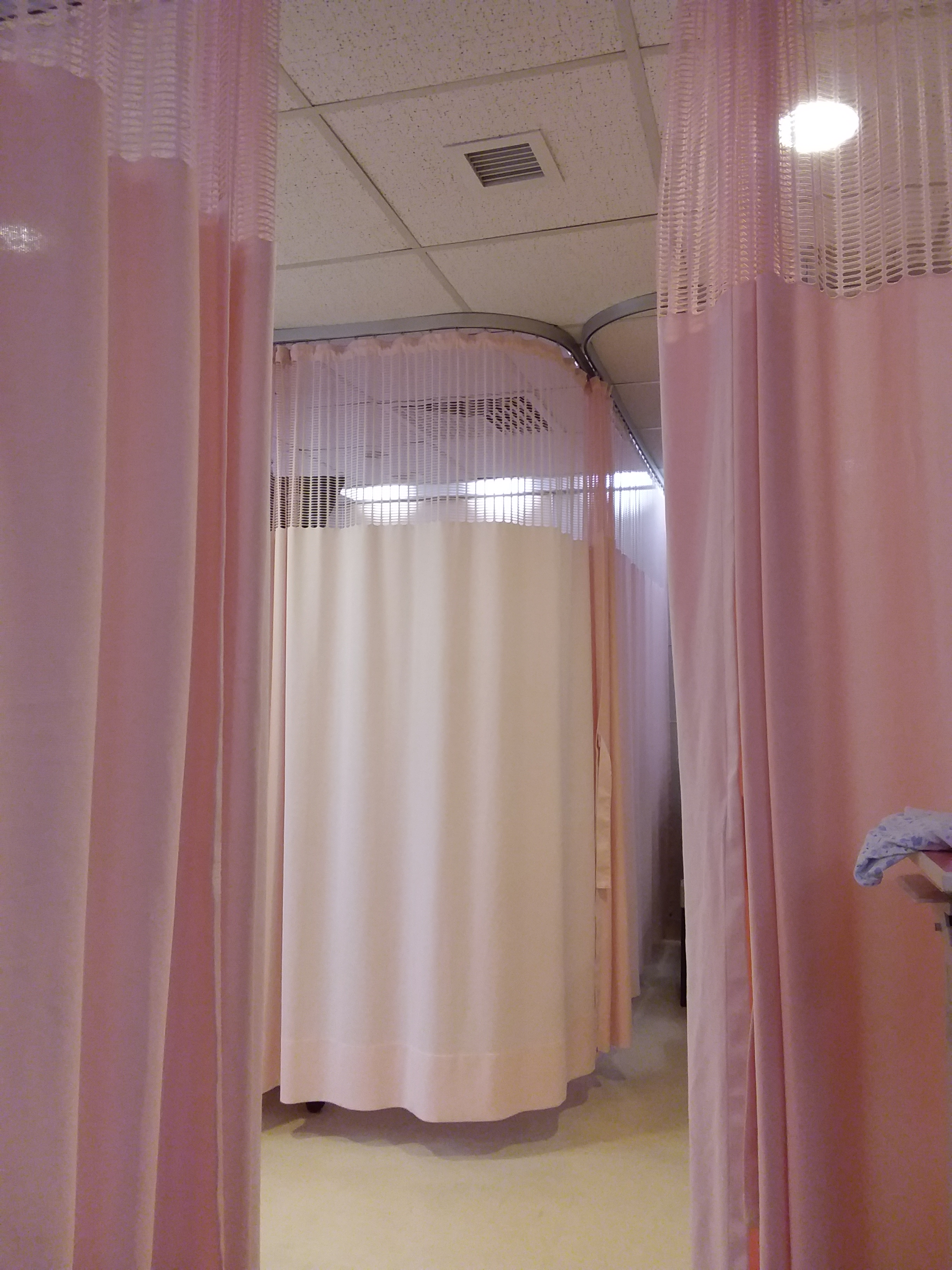
Bedgordijnen in een ziekenhuis in Hong Kong in 2018.